# Гамета
Гаметите са клетки с хаплоиден хромозомен набор, чрез които организмите се размножават полово.

## Полово размножаване
Половото размножаване изисква участието на два индивида, по един от двата различни пола.
Размножаването при хората е пример за полово размножаване. Като цяло, по-сложните организми се размножават полово, а по-простите, обикновено едноклетъчни – безполово.
Половото размножаване е биологичен процес, чрез който организмите създават потомци, които придобиват комбинация от генетичния материал, предоставен от два (обикновено) различни членове на вида. Всеки от двата родителски организма предоставя половината от генетичния си материал на потомството, като създава хаплоидни гамети. Повечето организми оформят два различни вида гамети. В анизогамните видове двата пола са диференцирани като мъжки (създавайки сперматозоидите или микроспорите) и женски (произвеждайки яйцеклетката или мегаспорите). В изогамните видове гаметите са подобни или еднакви по форма, но може да има разделими качества и тогава може да им бъдат дадени различни имена. Например, зеленото водорасло Chlamydomonas reinhardtii има така наречени „положителни“ и „отрицателни“ гамети. Някои видове на организми, като цилиадите, имат повече от два вида на гамети.

## Гаметогенеза
Гаметогенезата представлява образуване на зрели специализирани полови клетки с намален наполовина, или хаплоиден, хромозомен набор (n).

### При животни и хора
Образуват се два типа полови клетки – женски и мъжки.

#### Овогенезапри женски индивиди
От една диплоидна клетка се получават 4 хаплоидни клетки вследствие от двойно последователно делене – мейоза. Една от клетките се превръща в зрееща гамета – овоцит, а след това и в зряла яйцеклетка, а останалите 3 се наричат полярни телца, които дегенерират. Овоцитите са клетки с по-големи размери в сравнение с останалите клетки в организма. При някои земноводни се наблюдават най-големи размери, като при тях по време на мейоза хромозомите са тип лампова четка.

#### Сперматогенезапри мъжки индивиди
От една диплоидна клетка се получават 4 хаплоидни клетки, от които се получават 4 активни гамети, за разлика от овогенезата. Клетките се наричат сперматозоиди и са със значително по-малки размери от овоцитите.
При сливането на две гамети от два различни индивида от различен пол се получава зигота, която дава началото на развитието на новия организъм.

### При растения
Растенията образуват фин цветен прашец в тичинките, които са мъжките полови системи, който чрез вятъра или посредством механични пособия се пренася до женския орган, наречен плодник.